# 西河内 (美波町)
西河内（にしがわち）は、徳島県海部郡美波町の大字。郵便番号は779-2306。

## 地理
日和佐川中流域に位置し、三方を山に囲まれ、西に玉厨子山、北に大影山がある。

### 山
- 玉厨子山
- 大影山

### 河川
- 日和佐川

### 小字
- 西山
- 大越
- 田々川
- 原ヶ野
- 木谷野
- はりま
- 永田
- 丹前

## 歴史
江戸時代以前は海部郡西河内村であったが、1889年(明治22年）に同郡赤河内村の大字となる。

## 世帯数と人口
2020年（平成27年）10月1日現在の世帯数と人口は以下の通りである。
| 町丁   | 世帯数  | 人口  |
| ------ | ------- | ----- |
| 西河内 | 217世帯 | 784人 |

### 人口の変遷
世帯数 / 人口
| 1815年(文化12年)   |  | 86戸・349口    | 阿波志 巻12 |
| 1981年（明治24年） |  | 128世帯・766人 | 日和佐町史  |
| 2010年（平成22年） |  | 166世帯・740人 | 国勢調査    |
| 2015年（平成27年） |  | 157世帯・723人 | 国勢調査    |
| 2020年（令和2年）  |  | 217世帯・784人 | 国勢調査    |

## 交通

### 鉄道
町内に鉄道駅はない。

### 道路
町の東西を徳島県道36号日和佐上那賀線が通過。

## 施設

### 教育機関
- 美波町立日和佐中学校

### 社寺・史跡
- 玉木八幡神社(丹前)
- 神明社(永田)
- 稲荷神社(月輪)
- 住吉神社(はりま)
- 新田神社(木谷野)

### かつて存在した施設
- 日和佐町立西河内小学校